# Raionul Tomaspol, județul Jugastru
Raionul Tomaspol a fost unul din cele patru raioane ale județului Jugastru din Guvernământul Transnistriei între 1941 și 1944.